# Prażmowski

Das Adelswappen der Wappengemeinschaft Belina

Prażmowski ist der Name eines polnischen Adelsgeschlechts, das der Wappengemeinschaft Belina angehörte. 
Bedeutende Träger dieses Namens waren:
- Adam Prażmowski (Astronom) (1821–1885), polnischer Astrophysiker und Astronom
- Adam Prażmowski (Mikrobiologe) (1853–1920), polnischer Mikrobiologe
- Adam Michał Prażmowski (1764–1836), polnischer Bischof in Płock
- Mikołaj Prażmowski (1617–1673), Erzbischof von Gnesen, Primas von Polen
- Władysław Belina-Prażmowski (1888–1938), polnischer Militär und Politiker